# Escola de sant Víctor
L'escola de sant Víctor fou un centre d'estudi que va donar lloc al corrent filosòfic dels victorins, cèlebres a la universitat de París durant el segle xii. Fundat per Guillem de Champeaux, estigué liderada per teòlegs com Hug de Sant Víctor fins a la seva dissolució per les disputes internes. Tingué com a objectiu fonamental proporcionar un saber ampli de totes les disciplines coma mitjà per assolir la salvació, posant a Déu a la base de tot coneixement. Els monjos seguien la regla de sant Agustí i propugnaven el misticisme als seus escrits, farcits de metàfores. Consideraven que la ciència podia ajudar a entendre millor les Escriptures i per aquest motiu van produir i difondre manuscrits sobre diverses matèries.